# نايجل هاربر
نايجل هاربر (17 يناير 1948 في المملكة المتحدة - ) (بالإنجليزية: Nigel Harper)‏ هو لاعب كريكت بريطاني. لعب مع Oxfordshire County Cricket Club ‏.

## وصلات خارجية
- نايجل هاربر على موقع إي آس بي آن كريك إنفو (الإنجليزية)